# Hypena antimima
Hypena antimima là một loài bướm đêm trong họ Erebidae.